# Protocuspidaria atlantica
Protocuspidaria atlantica is een tweekleppigensoort uit de familie van de Protocuspidariidae. De wetenschappelijke naam van de soort werd in 1981 gepubliceerd door J.A. Allen & Rhona E. Morgan.